# Furio Di Castri
Furio Di Castri (Milano, 12 settembre 1955) è un contrabbassista jazz italiano.

## Biografia
Si avvicina alla musica all'età di 11 anni, iniziando a suonare la tromba, per poi passare al basso elettrico all'età di 13 e al contrabbasso a 19 anni.

## Carriera
Nel 1973 registra il suo primo album Dedalus, Trident records.
Dal 1981 inizia a suonare con nomi di spicco della scena internazionale come Enrico Rava, Michel Petrucciani, Richard Galliano, Joe Lovano, Chet Baker, John Taylor, Lee Konitz, Paul Bley, Joe Henderson e nazionale come Massimo Urbani, Antonello Salis, Paolo Fresu e Rita Marcotulli.
Nel 1989 viene premiato tra i migliori talenti europei al New Jazz Meeting di Baden Baden, organizzato dalla RadioTelevisione Tedesca (Sudwestfunk).
Nel 1990 inizia la sua lunga collaborazione con Paolo Fresu, un progetto che vedrà un turnover di diversi musicisti come John Taylor, Naco, Jon Balke, Pierre Favre e Antonello Salis. Dalla collaborazione con Salis nascerà, nel 1995, il trio PAF.
Nel 1997 forma il gruppo Wooden you con Mauro Negri, Andrea Dulbecco e Bill Elgart e comincia a scrivere per formazioni allargate, sia in ambito concertistico che per progetti di teatro, danza e arte contemporanea.
Nel 2002 forma il quintetto Outline con Boyan Zulfikarpasic, Gianluca Petrella, Eric Vloeimans, Joel Allouche.
Nel 2005 forma il trio Ideal Standard con Dado Moroni e Gianluca Petrella.
Dal 2006 segue con Peppe Servillo, Rita Marcotulli, Javier Girotto, Fabrizio Bosso e Mattia Barbieri gli spettacoli Uomini in frac, Memorie di Adriano e Pensieri e Parole,   dedicati a Domenico Modugno, Adriano Celentano e Lucio Battisti.
Nel 2007 ha vinto il premio Insound come migliore contrabbassista italiano e nel 2008 è stato invitato al World Bass Festival di Stuttgart e alla convention Bass2008 di Parigi.
Dal 2007 al 2011 si è esibito in concerti di contrabbasso solo con lo spettacolo L'esigenza di andare verso il basso e con Zapping - con Nguyen Le, Eric Vloeimans, Rita Marcotulli, Joel Allouche, Mauro Negri, oltre a Il Vino all'Opera - con Antonello Salis, Mauro Ottolini, Mauro Negri e Michele Rabbia - e Furious Mingus - con Marco Tamburini e Achille Succi.
Ha collaborato a spettacoli teatrali e letture musicali con Lella Costa, Valter Malosti, David Riondino, Piergiorgio Odifreddi, Alessandro Benvenuti, Michele di Mauro, Giuliana Musso, composto sonorizzazioni ambientali per l'arte contemporanea per le installazioni di Stefano Arienti e di Pilar Gomez Cossio e improvvisazioni estemporanee per danza contemporanea con Giorgio Rossi e Sosta Palmizi
Ha prodotto lo spettacolo Space is the Place in occasione del Festivale della Scienza di Genova (2008) e dei Mondi di Galileo (Venezia 2009) con Arve Henriksen, Jon Balke, Patrice Heral e le video proiezioni di Marco di Castri.
Nel 2009 il suo album Zapping ha ottenuto una nomination come Best jazz album agli Italian Jazz Awards.
Dal 2012 al 2016 ha ideato e diretto il Torino Fringe Jazz festival di Torino. Nel 2017 e 2018 ha ideato e diretto il Firenze Fringe Jazz Festival
È direttore del Dipartimento di Jazz del Conservatorio Giuseppe Verdi di Torino dal 2001. 
È stato  docente di contrabbasso e musica d'insieme ai Summer Jazz workshop di Siena Jazz dal 1990 al 2022.

## Discografia

### Album (come Leader o Co-Leader)
- 1985 - Things (Fonit Cetra, IJC 002)
- 1987 - Solo! (Splasc(h) Records, HP 04)
- 1987 - Immagini (Red Record, NS 210) a nome Flavio Boltro Furio Di Castri Manhu Roche
- 1989 - Unknown Voyage (A Témpo Records, ATCD882)
- 1989 - Opale (Clac Records, ZL 74213) a nome P. Fresu F. Tattara F. Di Castri
- 1991 - Evening Song (Owl Records, OWL 065 CD) a nome Paolo Fresu Furio Di Castri
- 1991 - What Colour for a Tale (Splasc(h) Records, CD H 351-2)
- 1993 - Urlo (YVP Music Records, 3035 CD) a nome Furio Di Castri Paolo Fresu
- 1993 - ContoS (Egea Records, SCA 039) a nome Paolo Fresu Furio Di Castri John Taylor
- 1995 - Mythscapes (Soul Note Records, 121257-2) a nome Furio Di Castri Paolo Fresu Jon Balke Pierre Favre
- 1996 - The Hands (Amiata Records, ARNR 2596) a nome Flavio Piras Paolo Fresu Furio Di Castri & Antonello Salis
- 1998 - Chaos (Soul Note Records, 121285-2) a nome Paul Bley Furio Di Castri Tony Oxley
- 1998 - Live in Capodistria (Splasc(h) Records, CD H 625.2) a nome P A F
- 1998 - Welcome (EffeMusic Records, F 30004) a nome Cisi Di Castro Sferra
- 1999 - Wooden You (Splasc(h) Records, CD H 694.2)
- 2000 - Fellini (Audion Recordings, CD 2) a nome Paolo Fresu Furio Di Castri
- 2001 - Live at the Big Mama (Soul Note Records, 121374-2) a nome Maurizio Giammarco David Liebman Daniel Humair Furio Di Castri
- 2001 - Sonos 'e memoria (ACT Records, ACT 9291-2) a nome Elena Ledda Paolo Fresu Antonello Salis Furio Di Castri Coro "Su concordu 'e su rosariu" di Santulussurgiu
- 2004 - Under Construction (Wide Sound Records, WD 135) a nome Furio Di Castri & Gianluca Petrella
- 2004 - Morph (Label Bleu Records, LBLC 6669) a nome P.A.F.
- 2006 - L'esigenza di andare verso il basso (Parco della Musica, MPR 005)
- 2008 - Zapping (Promo Music Records, PM CD 014)
- 2008 - Il vino all'Opera - Omaggio all'Opera (Casa del Jazz Records, CdJ3_07) a nome Furio Di Castri e Antonello Salis
- 2008 - Uomini in frac (Casa del Jazz Records) a nome Peppe Servillo Javier Girotto Fabrizio Bosso Furio Di Castri Rita Marcotulli Danilo Rea Fausto Mesolella
- 2012 - Memorie di Adriano - Canzoni del Clan Celentano (Pro Music Lab Records, PML 154) a nome Peppe Servillo Fabrizio Bosso Javier Girotto Rita Marcotulli Furio Di Castri Mattia Barbieri
- 2015 - Homage to Paul Bley (Leo Records, CD LR 732) a nome Arrigo Cappelletti Furio Di Castri Bruce Ditmas
- 2017 - Unshot Movies (C.A.M. Jazz Records, CAMJ 7911-2) a nome Javier Girotto Jon Balke Furio Di Castri Patrice Héral
- 2022 - Giambiarra (Azzurra Music Records) a nome Simone Blasioli e Furio Di Castri

### Collaborazioni
con Lingomania
- 1986 - Riverberi (Gala Records, GLLP 91009)
- 1988 - Grr...Expanders (Gala Records, GLPX 91012) 2 LP
- 1989 - Camminando (Gala Records, GLLP 91027)
- 2017 - Lingosphere (Abeat Records, ABJZ 174)

### Sideman
con Afrodisia città libera
- 1985 - Stati d'ansia (Anemic Music Records, CF NP 001)

con Franco Ambrosetti
- 2000 - Grazie Italia (Enja Records, ENJ-9379 2)

con Chet Baker
- 1991 - A Night at the Shalimar Club (Philology Records, W59.2)

con Piero Bassini
- 1989 - Nostalgia (Red Records, RR 123226) a nome Piero Bassini Trio'

con Roberto Cipelli
- 1995 - Marquet Square (Splasc(h) Records, CDH 434.2) a nome Roberto Cipelli Quartet

con Bruno De Filippi
- 1989 - Portrait in Black and White (Sol Stice Records, sol 101)

con Laurent Filipe
- 1993 - Laura (Numérica Records, ?)

con Luca Flores
- 2003 - When Extremes Meet (Splasc(h) Records, CDH 123) a nome Luca Flores Matt Jazz Quintet

con Paolo Fresu
- 1998 - Angel (BMG France Records, 74321558642) a nome The Paolo Fresu Quartet
- 1999 - Metamorfosi (BMG France Records, 74321652022)
- 2002 - Kind of Porgy and Bess  (BMG France Records)

con Roberto Gatto
- 1986 - Notes (Gala Records, GLLP 91008)

con Maurizio Giammarco
- 1983 - Precisione della notte (Riviera Records, RVR-3) a nome Maurizio Giammarco Quartet

con Simone Guiducci
- 1994 - New Flamenco Sketches (Le Parc Records, 514-2)

con Albert Landolt
- 2009 - The Outernational Three (Unit Records, UTR 4229 CD)

con Guido Manusardi
- 1981 - Immagini visive (Dire Records, FO 360) a nome Guido Manusardi Trio
- 1997 - The Village Fair (Soul Note Records, 121331-2) a nome Guido Manusardi Sextet

con Carla Marcotulli
- 1987 - Flying (Fonit Cetra, UC 009)

con Gérard Pansanel
- 1997 - Navigators (Deux Z Records, ZZ 84129)

con Michel Petrucciani
- 1982 - Estate (Riviera Records, RVR-1)

con Enrico Pieranunzi e Art Farmer
- 1981 - Isis (Soul Note Records, SN 1021)

con Enrico Rava
- 1982 - Opening Night (ECM Records, ECM 1224) a nome Enrico Rava Quartet
- 1987 - Volver (ECM Records, ECM 1343) a nome Enrico Rava/Dino Saluzzi Quintet
- 1987 - Secrets (Soul Note Records, SN 1164) a nome Rava
- 1988 - Animals (In-Akustik Records, inak 8801 CD) a nome Enrico Rava 4uartet

con Aldo Romano
- 1983 - To Be Ornette to Be (Owl Records, R2 79235)
- 1988 - Ritual (Owl Records, OWL 050 CD)
- 1991 - Dreams & Waters (Owl Records, OWL 063 CD)
- 1993 - Non dimenticar (MLP Records, 518 264-2)
- 1995 - Prosodie (Verve Records, 526 854-2)
- 1997 - Canzoni (Enja Records, CD 9102-2) a nome Aldo Romano Quartet

con Stefano Sabatini
- 1991 - Wonderland (Splasc(h) Records, CD H 360.2)

con Dave Samuels e Giorgio Baiocco
- 1981 - One Step Ahead (Dire Records, FO 359) a nome Dave Samuels Quartet Featuring Giorgio Baiocco

con Nicola Stilo
- 1995 - Errata corrige (Splasc(h) Records, CD H 440.2)

con Pietro Tonolo
- 1984 - Quartet Quintet Sextet (Splasc(h) Records, H 105)

con Massimo Urbani
- 1980 - Dedications to A.A.&J.C.-Max's Mood (Red Records, VPA 160/165) 2 LP
- 1987 - Easy to Love (Red Records, NS 208)

con Ornella Vanoni
- 1995 - Sheherazade (CGD East West Records, 0630 11964-2)
- 1998 - Argilla (Warner)

con Kenny Wheeler
- 1997 - All the More (Soul Note Records, 121236-2)

Come sideman ha registrato più di 150 album con artisti come Enrico Rava, Paolo Fresu, Kenny Wheeler, Paul Bley, Michel Petrucciani, John Taylor, Aldo Romano.